# Sukabumi (Buay Pematang Ribu Ranau Tengah)
Sukabumi is een bestuurslaag in het regentschap Ogan Komering Ulu Selatan van de provincie Zuid-Sumatra, Indonesië. Sukabumi telt 473 inwoners (volkstelling 2010).